# ديفيد بي. هافيلاند
ديفيد بي. هافيلاند (بالسويدية: David Haviland)‏ هو فيزيائي سويدي، ولد في 22 يوليو 1961 في أيمز في الولايات المتحدة.